# Hotell Triangeln
Hotell Triangeln är ett hotell vid Triangeln i centrala Malmö. Driften av hotellet sköts av den, sedan januari 2013, nuvarande ägaren Scandic under namnet Scandic Triangeln.

## Byggnaden
Byggnaden har 20 våningar och en höjd på 69 meter över marken och inrymmer ett hotell med 221 rum varav två sviter. Hotellet är känt för sina tre glashissar som kan ses utifrån. 
Hotellbyggnaden och Triangelns köpcentrum ritades av Riksbyggen Konsult AB genom arkitekten Greger Dahlström.

## Historik
Hotellskrapan stod färdig 1989 som Sheraton Malmö City (1989–1997) och hette senare Scandic Hotel Triangeln (1997–2002). Den 15 augusti 2002 öppnades byggnaden som Hilton Malmö City. Byggnaden är Malmös femte högsta hus. 
Bygget föregicks av stora lokalpolitiska kontroverser och anses ha varit en faktor till att socialdemokraterna förlorade kommunalvalet i Malmö år 1985.[källa behövs] Den nya borgerliga kommunledningen med moderaten Joakim Ollén i spetsen ändrade byggplanerna så att Södra Förstadsgatan inte blev inbyggd och är än idag en öppen gata.